# Sospita gudula
Sospita gudula är en fjärilsart som beskrevs av Hans Fruhstorfer 1904. Sospita gudula ingår i släktet Sospita och familjen juvelvingar. Inga underarter finns listade i Catalogue of Life.